# Santes
Santes est une commune française située dans le département du Nord (59), en région Hauts-de-France.
Commune de 5 935 habitants au 1er janvier 2017 selon l'INSEE, Santes est l'une des 95 communes de la Métropole Européenne de Lille.

## Géographie
Les paléopaysages étaient constitués de zones humides tourbeuses et de forêt alluviale inondée ou de surfaces en eau. La commune est en effet établie en zone alluviale sur des alluvions plusieurs fois mobilisées et remobilisées au cours des derniers millénaires et centaines de milliers d'années par le anciennes boucles et méandres de la Deûle comme le montrent les matériaux mis au jour par les géologues, paléontologues ou archéologues.

### Situation
Santes se trouve au Sud-Ouest de la métropole lilloise dans les Weppes, à la frontière du Mélantois.

### Lieux-dits
Les lieux-dits de Santes :
- Le Domaine du Pré-Manoir
- Le Blanc Balot
- Le Pays Perdu
- Les Auvilliers
- Lacherie
- Le Bois de la Rive
- Le Cornet
- Grand Clair
- La Rache
- Grande Baignoire

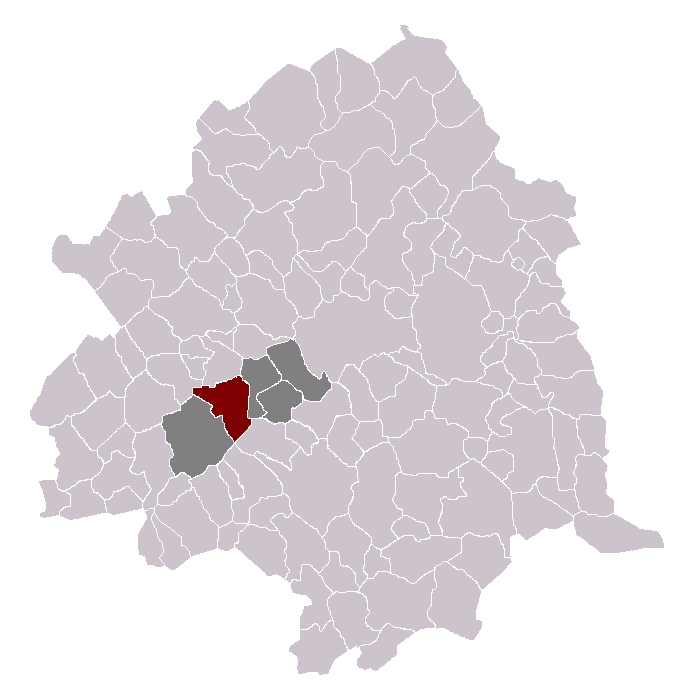
Santes dans son canton et son arrondissement

La rue principale traverse Santes du nord au sud en prenant quatre noms sur 3,2 km : rue Paul-Colette, rue du Maréchal-Foch, avenue Albert-Bernard, rue du Général-de-Gaulle.

### Communes limitrophes
| Beaucamps-Ligny | Hallennes-lez-Haubourdin | Haubourdin       |
| Wavrin          | Santes                   | Haubourdin       |
| Wavrin          |                          | Houplin-Ancoisne |

### Environnement
Dans une région densément urbanisée et cultivée, la commune a conservé (ou restauré), notamment grâce à l'association Santes nature et au parc de la Deûle un niveau de naturalité supérieur à la moyenne de l'agglomération (LMCU). Santes, près du jardin MOSAIC accueille l'un des trois pôles du parc de la Deûle, dit « la Nature retrouvée », le pôle voisin à Wavrin étant nommé  « la Nature domestiquée ».
Le site de la Gîte est un ancien dépôt de VNF issu de la mise à grand gabarit du canal (Gabarit Freycinet), qui s'est spontanément renaturé.

### Hydrographie

#### Réseau hydrographique
La commune est située dans le bassin Artois-Picardie. Elle est drainée par le canal de la Deûle, la rigole du Nord, la Becque, la rigole du nord, la Maugré, la Santes, le Rosoir, le ruisseau du Pont des planques, les Moulins et un autre petit cours d'eau,.
Le canal de la Deûle est un canal, chenal navigable, d'une longueur de 59 km, prend sa source dans la commune de Douai et se jette  dans la Lys à Deûlémont, après avoir traversé 40 communes.
La Rigole du Nord, d'une longueur de 16 km, prend sa source dans la commune de Bauvin et se jette  dans le canal de la Deûle à Sequedin, après avoir traversé sept communes.

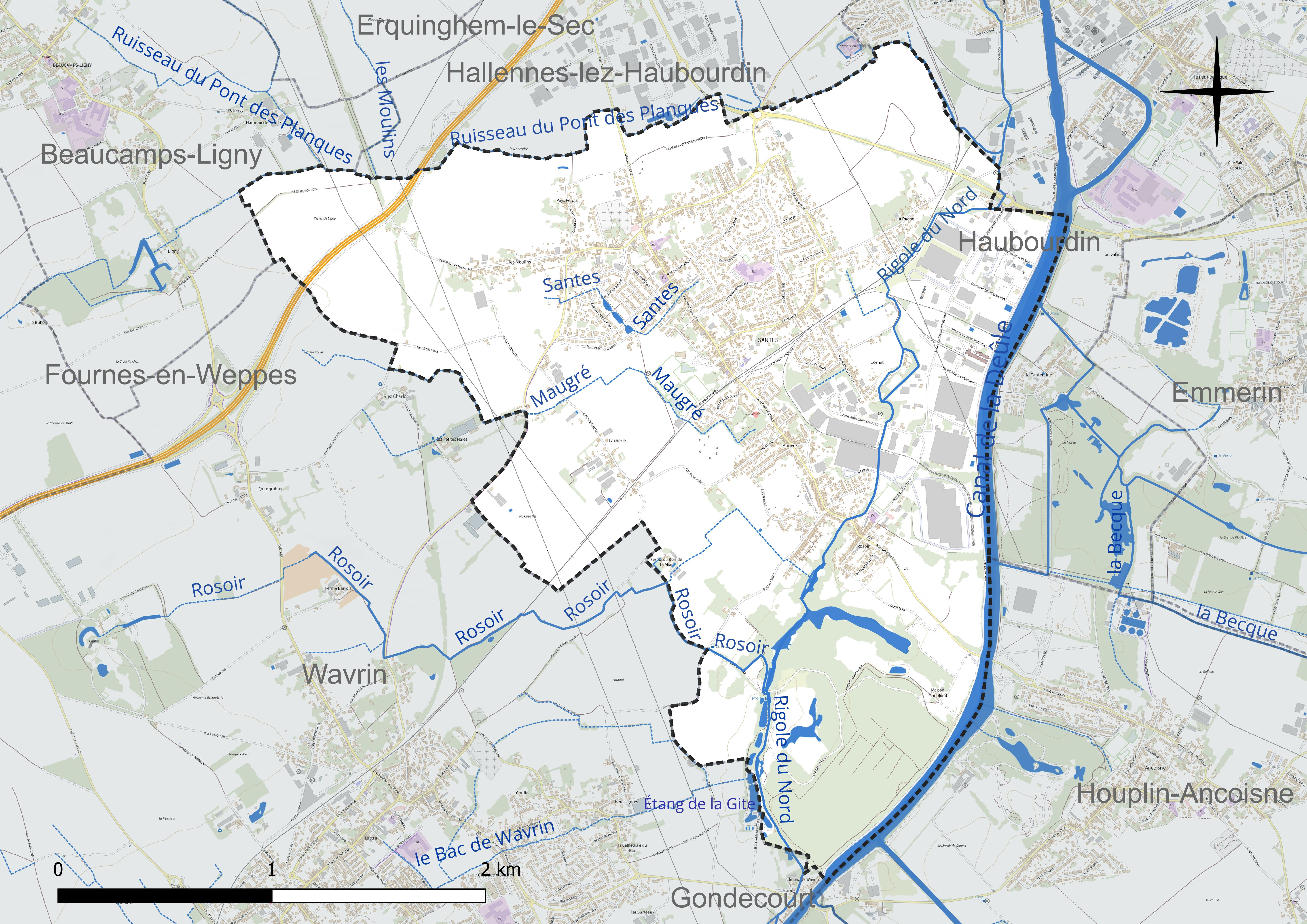
Réseau hydrographique de Santes.

Un plan d'eau complète le réseau hydrographique : l'étang de la Gite, d'une superficie totale de 1 ha (0,2 ha sur la commune),.

#### Gestion et qualité des eaux
Le territoire communal est couvert par le schéma d'aménagement et de gestion des eaux (SAGE) « Marque Deûle ». Ce document de planification concerne un territoire de 1 120 km2 de superficie, délimité par les bassins versants de la Marque et de la Deûle, formant une vaste cuvette sédimentaire de 40 km de long et de 25 km de large, où la pente est très faible. Le périmètre a été arrêté le 2 décembre 2005 et le SAGE proprement dit a été approuvé le 9 mars 2020. La structure porteuse de l'élaboration et de la mise en œuvre est la Métropole européenne de Lille.
La qualité des cours d'eau peut être consultée sur un site dédié géré par les agences de l'eau et l'Agence française pour la biodiversité.

### Climat
Pour des articles plus généraux, voir Climat des Hauts-de-France et Climat du Nord.
En 2010, le climat de la commune est de type climat océanique dégradé des plaines du Centre et du Nord, selon une étude du CNRS s'appuyant sur une série de données couvrant la période 1971-2000. En 2020, Météo-France publie une typologie des climats de la France métropolitaine dans laquelle la commune est exposée à un climat océanique et est dans la région climatique  Nord-est du bassin Parisien, caractérisée par un ensoleillement médiocre, une pluviométrie moyenne régulièrement répartie au cours de l'année et un hiver froid (3 °C).
Pour la période 1971-2000, la température annuelle moyenne est de 10,6 °C, avec une amplitude thermique annuelle de 14,1 °C. Le cumul annuel moyen de précipitations est de 694 mm, avec 12,3 jours de précipitations en janvier et 9,4 jours en juillet. Pour la période 1991-2020, la température moyenne annuelle observée sur la station météorologique la plus proche, située sur la commune de Lesquin à 11 km à vol d'oiseau, est de 11,3 °C et le cumul annuel moyen de précipitations est de 740,0 mm,. Pour l'avenir, les paramètres climatiques de la commune estimés pour 2050 selon différents scénarios d'émission de gaz à effet de serre sont consultables sur un site dédié publié par Météo-France en novembre 2022.

## Urbanisme

### Typologie
Au 1er janvier 2024, Santes est catégorisée ceinture urbaine, selon la nouvelle grille communale de densité à sept niveaux définie par l'Insee en 2022.
Elle appartient à l'unité urbaine de Lille (partie française), une agglomération internationale regroupant 60  communes, dont elle est une commune de la banlieue,,. Par ailleurs la commune fait partie de l'aire d'attraction de Lille (partie française), dont elle est une commune de la couronne,. Cette aire, qui regroupe 201 communes, est catégorisée dans les aires de 700 000 habitants ou plus (hors Paris),.

### Occupation des sols
L'occupation des sols de la commune, telle qu'elle ressort de la base de données européenne d'occupation biophysique des sols Corine Land Cover (CLC), est marquée par l'importance des territoires agricoles (57,1 % en 2018), en diminution par rapport à 1990 (62,8 %). La répartition détaillée en 2018 est la suivante : 
terres arables (47,3 %), zones urbanisées (23,6 %), zones industrielles ou commerciales et réseaux de communication (12,5 %), zones agricoles hétérogènes (9,7 %), forêts (6,8 %). L'évolution de l'occupation des sols de la commune et de ses infrastructures peut être observée sur les différentes représentations cartographiques du territoire : la carte de Cassini (XVIIIe siècle), la carte d'état-major (1820-1866) et les cartes ou photos aériennes de l'IGN pour la période actuelle (1950 à aujourd'hui).

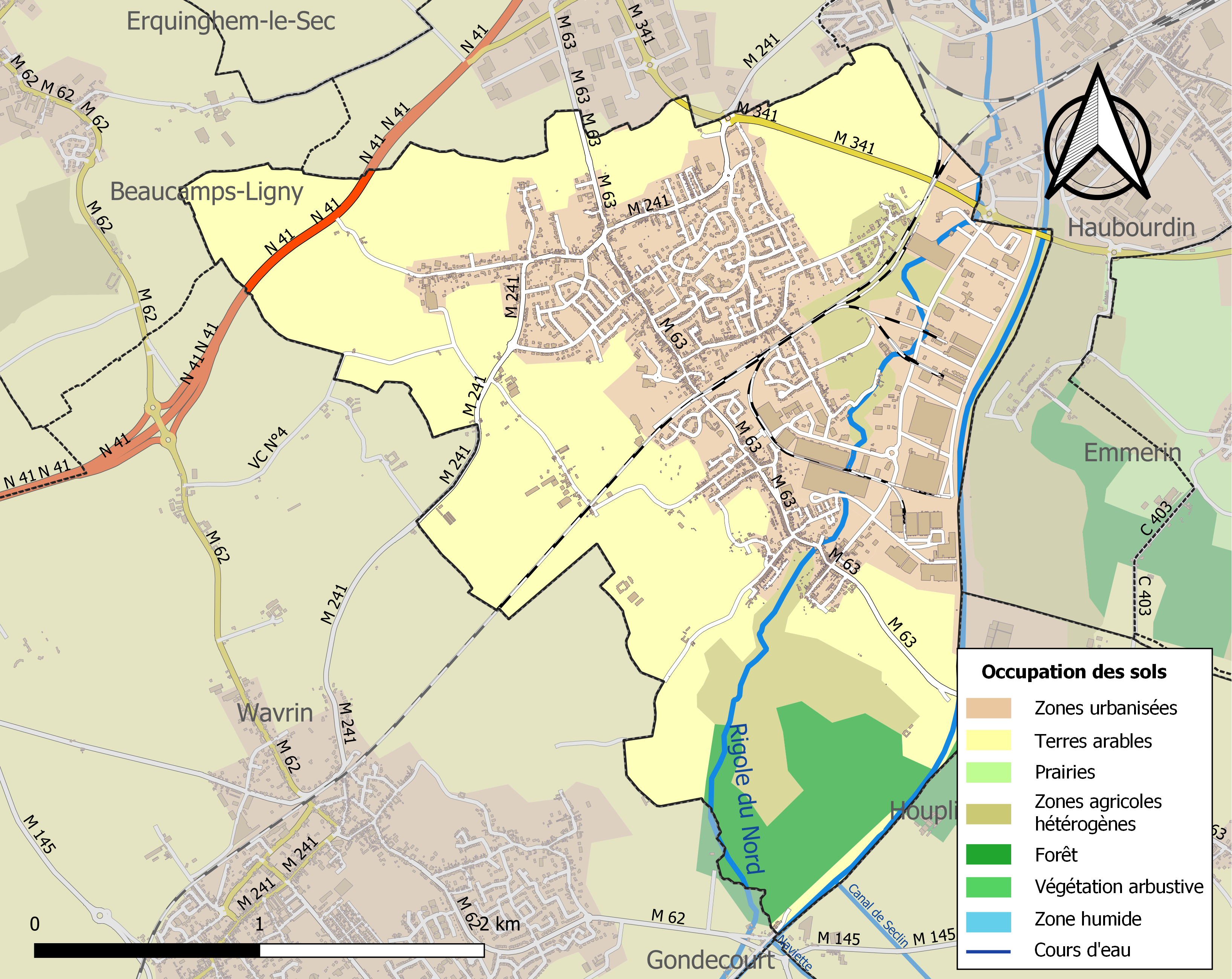
Carte des infrastructures et de l'occupation des sols de la commune en 2018 (CLC).

### Voies de communication et transports
La gare de Santes est desservie par des trains TER Hauts-de-France effectuant des missions entre les gares de Lille-Flandres et de Béthune, ou de Lens, ou de Saint-Pol-sur-Ternoise.
La commune est desservie, en 2023, par les lignes 58, 61, 901 et par les lignes de transport à la demande 22R et 61R du réseau Ilévia.

## Toponymie
Sente ou senti évoque des chemins étroits et encaissés qui parcourent la campagne. Ce sont sûrement ces chemins qui donnèrent leur nom à la commune.

## Histoire
La Haute-Deûle est sur cette section canalisée et ses berges artificielles (palplanches métalliques) en diminuent la valeur pour la trame bleue (car elle a été rendue relativement indépendante du réseau hydrographique naturel), mais un réseau de zones humides est en cours de restauration par Espace naturel métropolitain (ENM).
Au XIIIe siècle, un lacis de cours d'eau (courants, riez, becques, rigoles…) drainaient encore les marais et étangs (dits Clairs) autour de Lille (Insula, Ter Ysele puis Ryssel en flamand, qui a donné Rijsel). En 1244, Marguerite, comtesse de Flandre, concède l'usage collectif (récolte du gibier, des poisons, des roseaux et de la tourbe, des bois, de l'osier, etc.) aux paroisses riveraines, puis les échevins font creuser au cœur des marais un petit canal de Lille à Don, puis de Don à La Bassée dès 1271.
Guilbert de Lannoy, cadet de l'illustre maison de Lannoy, est seigneur de Santes en 1390, après son frère Hugues Ier de Lannoy, de Beaumont à Hem et de l'Attre et l'Espesse en Croix. Outre ses enfants officiels, il a un fils légitimé (enfant naturel reconnu ensuite comme descendant de lui) : Jean de Lannoy, seigneur de la Frumanderie à Croix, et fondateur d'une branche cadette de l'illustre Maison de Lannoy. Des descendants seront plus tard seigneur de Fretin et de Bersée. Philippe Ier de Lannoy, fils de Guilbert lui succède à Santes, suivi de Philippe II, fils de Philippe Ier.
Vauban fera ensuite dessécher les marais du Sud de Lille en utilisant les canaux de drainage pour le transport des pierres d'Esquermes nécessaires à l'édification de sa citadelle, elle-même entourée de fossés et cuvettes inondables par les réserves d'eau de Wingles. La Haute et Basse-Deûle sera connectée par un canal de contournement longeant l'esplanade de la citadelle (Champ de Mars) creusé en 1750,,.
Au XVIIIe siècle, Gilles-Xavier-Casimir de Fontaine (1733-1806), chevalier, seigneur de Sarteaux, Liévin, Oreaulmont (terre sur Liévin), Santes, né en 1733, fils de Gilles, sieur de Sarteaux et de Marie-Louise-Joseph Marisal, est créé trésorier de France au bureau des finances de la généralité de Lille le 24 mars 1756, (installé le 10-4). Déclaré trésorier honoraire le 28 janvier 1784, il meurt à Lille le 22 août 1806, à 73 ans. Il épouse en 1765 Marie-Anne-Joseph Moucque, fille de Charles-Joseph, trésorier de France; elle meurt à Lille  en 1835
Les  Weppes et le Mélantois s'assèchent peu à peu (par des « rigoles ») pour être mis en culture et défrichés, à Wavrin notamment. La récolte de la tourbe utilisée comme combustible ou amendement (cendre) est autorisée une partie de l'année à Annœullin, Emmerin, Haubourdin, Sainghin-en-Weppes, Santes, Seclin et Wavrin; les tourbeux s'opposant souvent aux éleveurs et paysans.
Au XIXe siècle, l'agriculture progresse alors que la nappe continue de baisser et que la tourbe est moins recherchée, remplacée par le charbon largement disponible en raison de la proximité du bassin minier. L'ancien cours de la Deûle (Flot de Wingles, Tortue) contient de moins en moins d'eau et il faut recreuser le  canal (à 2 m, de 1860 à 1863) pour des barques et bateaux plus gros. On creuse alors le canal de Seclin de 4,5 km qui draine les marais d'Houplin.
Au XXe siècle (années 1970), on transforme la Deûle en canal à grand gabarit afin de connecter les ports de Dunkerque, Béthune, Douai, Valenciennes, Anvers… et permettre la circulation de péniches plus grandes.
Le 31 juillet 1930, est honorée une habitante de Santes ayant donné naissance à dix-neuf enfants : Mme Bernard est élevée chevalier de la Légion d'honneur.

## Politique et administration

### Élections municipales de 2014
La participation au premier tour s'est élevée à 68,80%, soit 5,25 points de pourcentages de plus que la moyenne nationale.
|                                         | couleurs politiques | voix | % inscrits | % exprimés |
| --------------------------------------- | ------------------- | ---- | ---------- | ---------- |
| Liste "Santes ensemble"                 | DVG                 | 622  | 13,31      | 19,79      |
| Liste "Énergies@ntes"                   | DVD                 | 1016 | 21,74      | 32,33      |
| Liste "Santes, les racines de l'avenir" | Union de la droite  | 1504 | 32,18      | 47,86      |

Au second tour des élections municipales de 2014, la liste "Santes, les racines de l'avenir" conduite par le maire sortant Philippe Barret a obtenu 50,12% des suffrages exprimés, devançant ainsi la liste "énergies@ntes" menée par Jean-Marc Idoux qui a rassemblé 49,87% des suffrages exprimés.
|                                         | voix | % inscrits | % exprimés | sièges au conseil municipal | sièges au conseil communautaire |
| --------------------------------------- | ---- | ---------- | ---------- | --------------------------- | ------------------------------- |
| Liste "Énergies@ntes"                   | 1559 | 33,36      | 49,87      | 7                           | 0                               |
| Liste "Santes, les racines de l'avenir" | 1567 | 33,53      | 50,12      | 22                          | 1                               |

### Liste des maires
| Période      | Période      | Identité               | Étiquette    | Qualité                                                                                            |
| ------------ | ------------ | ---------------------- | ------------ | -------------------------------------------------------------------------------------------------- |
| 1790         | 1790         | Jean-François Lefebvre |              | |
| 1790         | 1791         | Jean Joseph Deschin    |              | |
| 1791         | 1792         | Antoine Cuvelier       |              | |
| 1792         | 1795         | Antoine Bataille       |              | |
| 1795         | 1795         | Pierre Joseph Buisine  |              | |
| 1795         | 1799         | Antoine Lefebvre       |              | Agent municipal                                                                                    |
| 1799         | 1800         | Antoine Bataille       |              | Agent municipal                                                                                    |
| 1800         | 1803         | Antoine J. Lefebvre    |              | |
| 1803         | 1811         | Étienne Lejosne        | Gauche       | Professeur de droit Ancien député du Nord (1791 → 1792) Ancien administrateur du district de Douai |
| 1811         | 1814         | Antoine Lefebvre       |              | |
| 1815         | 1837         | Pierre Delevallé       |              | |
| 1838         | 1840         | Étienne Coustenoble    |              | |
| 1840         | 1843         | François Buisine       |              | |
| 1843         | 1843         | Étienne Coustenoble    |              | |
| 1843         | 1848         | Édouard Frémaux        |              | |
| 1848         | 1865         | Félix Bernard          |              | Industriel                                                                                         |
| 1865         | 1870         | Paul Bernard           |              | |
| 1870         | 1871         | Jean-Baptiste Laden    |              | |
| 1871         | 1874         | Paul Bernard           |              | |
| 1874         | 1882         | Georges Bernard        |              | Industriel sucrier                                                                                 |
| 1882         | 1889         | Édouard Frémaux        |              | |
| 1889         | 1892         | Pierre Frémaux         |              | |
| 1892         | 1919         | Charles Bernard        |              | Industriel                                                                                         |
| 1919         | 1929         | Paul Bataille          | PRRRS        | |
| 1929         | 1934         | Georges Nœufglise      |              | |
| 1934         | 1941         | Paul Feutrie           |              | Cultivateur                                                                                        |
| 1941         | 1944         | Pierre Buisine         |              | |
| 1944         | 1945         | Émile Cousin           |              | Président de la délégation municipale                                                              |
| 1945         | mars 1989    | Robert Dujardin        |              | Tapissier                                                                                          |
| mars 1989    | juillet 2020 | Philippe Barret        | UDF puis UDI | Pharmacien                                                                                         |
| juillet 2020 | En cours     | Hiazid Belabbes        | DVC          | Fonctionnaire territorial                                                                          |

### Instances judiciaires et administratives
La commune relève du tribunal d'instance de Lille, du tribunal de grande instance de Lille, de la cour d'appel de Douai, du tribunal pour enfants de Lille, du tribunal de commerce de Tourcoing, du tribunal administratif de Lille et de la cour administrative d'appel de Douai.

## Population et société

### Démographie

#### Évolution démographique
L'évolution du nombre d'habitants est connue à travers les recensements de la population effectués dans la commune depuis 1793. Pour les communes de moins de 10 000 habitants, une enquête de recensement portant sur toute la population est réalisée tous les cinq ans, les populations de référence des années intermédiaires étant quant à elles estimées par interpolation ou extrapolation. Pour la commune, le premier recensement exhaustif entrant dans le cadre du nouveau dispositif a été réalisé en 2007.

En 2022, la commune comptait 5 656 habitants, en évolution de −1,94 % par rapport à 2016 (Nord : +0,51 %, France hors Mayotte : +2,11 %).
| 1793  | 1800  | 1806  | 1821  | 1831  | 1836  | 1841  | 1846  | 1851  |
| ----- | ----- | ----- | ----- | ----- | ----- | ----- | ----- | ----- |
| 1 447 | 1 471 | 1 504 | 1 447 | 1 462 | 1 483 | 1 556 | 1 667 | 1 614 |

| 1856  | 1861  | 1866  | 1872  | 1876  | 1881  | 1886  | 1891  | 1896  |
| ----- | ----- | ----- | ----- | ----- | ----- | ----- | ----- | ----- |
| 1 664 | 1 696 | 1 726 | 1 772 | 1 852 | 1 963 | 2 035 | 2 096 | 2 253 |

| 1901  | 1906  | 1911  | 1921  | 1926  | 1931  | 1936  | 1946  | 1954  |
| ----- | ----- | ----- | ----- | ----- | ----- | ----- | ----- | ----- |
| 2 425 | 2 472 | 2 478 | 1 840 | 2 411 | 2 649 | 2 739 | 2 809 | 2 931 |

| 1962  | 1968  | 1975  | 1982  | 1990  | 1999  | 2006  | 2007  | 2012  |
| ----- | ----- | ----- | ----- | ----- | ----- | ----- | ----- | ----- |
| 2 974 | 3 362 | 3 294 | 4 735 | 4 838 | 4 974 | 5 029 | 5 036 | 5 697 |

| 2017  | 2022  | - | - | - | - | - | - | - |
| ----- | ----- | - | - | - | - | - | - | - |
| 5 724 | 5 656 | - | - | - | - | - | - | - |

#### Pyramide des âges
La population de la commune est relativement jeune.
En 2018, le taux de personnes d'un âge inférieur à 30 ans s'élève à 35,0 %, soit en dessous de la moyenne départementale (39,5 %). À l'inverse, le taux de personnes d'âge supérieur à 60 ans est de 23,9 % la même année, alors qu'il est de 22,5 % au niveau départemental.
En 2018, la commune comptait 2 749 hommes pour 2 919 femmes, soit un taux de 51,5 % de femmes, légèrement inférieur au taux départemental (51,77 %).
Les pyramides des âges de la commune et du département s'établissent comme suit.
| Hommes | Classe d’âge | Femmes |
| ------ | ------------ | ------ |
| 0,4    | 90 ou +      | 1,0    |
| 4,8    | 75-89 ans    | 7,7    |
| 16,5   | 60-74 ans    | 17,2   |
| 21,4   | 45-59 ans    | 21,7   |
| 20,1   | 30-44 ans    | 19,0   |
| 15,7   | 15-29 ans    | 14,0   |
| 21,0   | 0-14 ans     | 19,3   |

| Hommes | Classe d’âge | Femmes |
| ------ | ------------ | ------ |
| 0,5    | 90 ou +      | 1,4    |
| 5,3    | 75-89 ans    | 8,1    |
| 14,8   | 60-74 ans    | 16,2   |
| 19,1   | 45-59 ans    | 18,4   |
| 19,5   | 30-44 ans    | 18,7   |
| 20,7   | 15-29 ans    | 19,1   |
| 20,2   | 0-14 ans     | 18     |

## Lieux et monuments

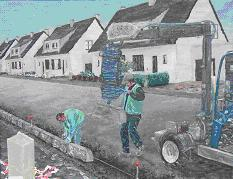
La rénovation de la chaussée rue du rosoir peinte par un habitant.

- Église Saint-Pierre (centre-ville)  : époque de construction XVe siècle, XVIe siècle, XVIIIe siècle et XIXe siècle, inscrite à l'inventaire des monuments historiques le 28/12/1984[47]. L'église fut incendiée en 1468, et reconstruite en 1469. — Une inscription est placée au-dessus des trois chapelles et du maître-  autel. — Maître-Autel en marbre de Ste-Anne du XVe siècle. — Les épitaphes des curés Philippe de Paris, 1726, Ch. L. J.Westrelope, 1769, sont encore dans cette église, ainsi que celle du dernier seigneur de Santés, de Fontaines, 1806.
- Un château-fort existait en 960-1185, démantelé, reconstruit au XVIIe siècle — La seigneurie de La Blancarderie avait un château.
- Château de la Râche du XVIe – début XVIIIe siècle dont le porche d'entrée provient de la Verrerie de Lille.
- Château du Parc de 1852.
- La partie du Parc de la Deûle, « la gîte »  est aménagée sur un ancien dépôt de boues de la Deûle[48]. Ce parc consacré à la biodiversité, la naturalité et la pédagogie à l'environnement, a reçu le Prix national du paysage en 2006. Des étangs ont été créés sur le cours de la Tortue, canal de drainage régénéré.

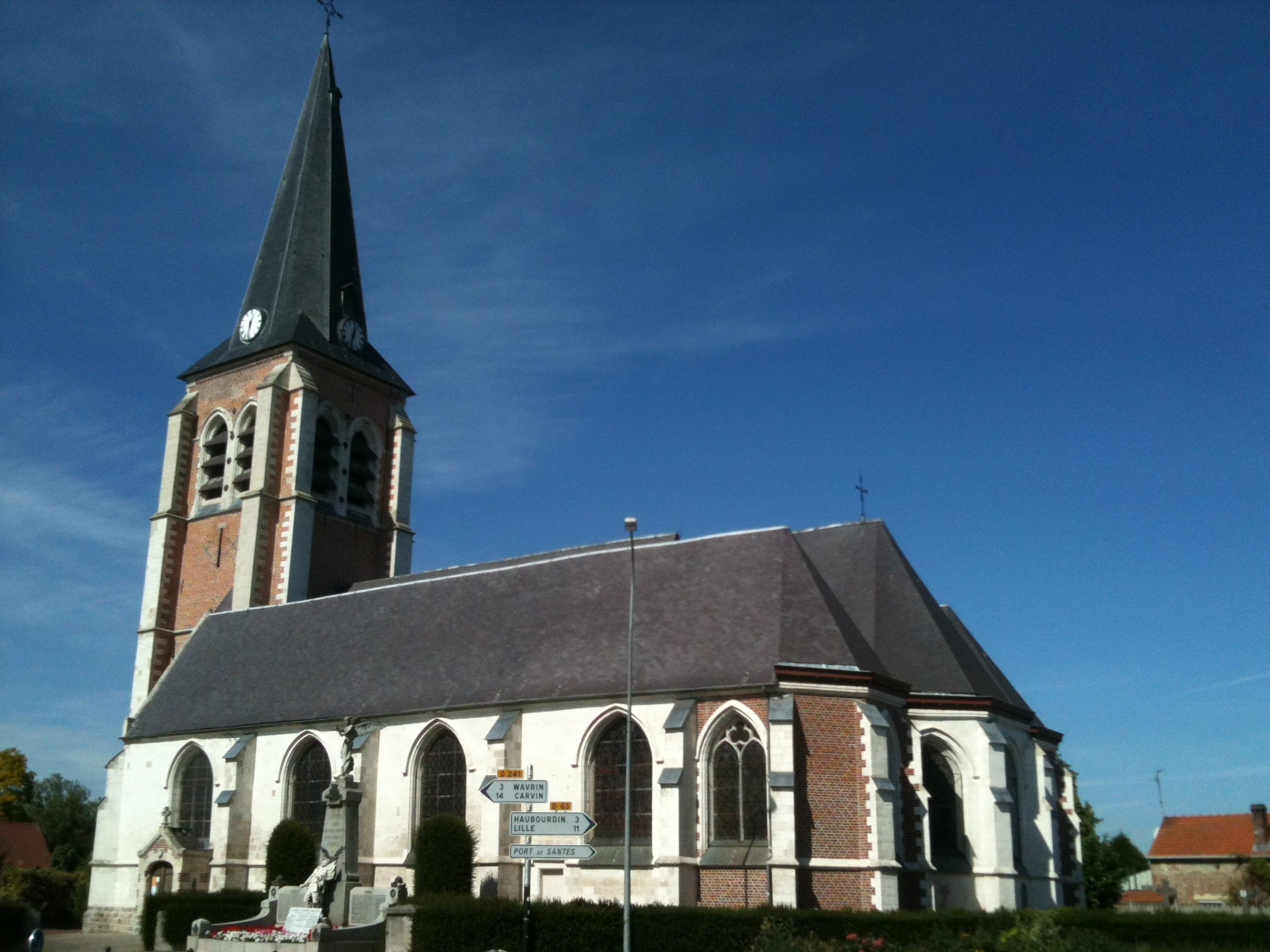
L'église Saint-Pierre.
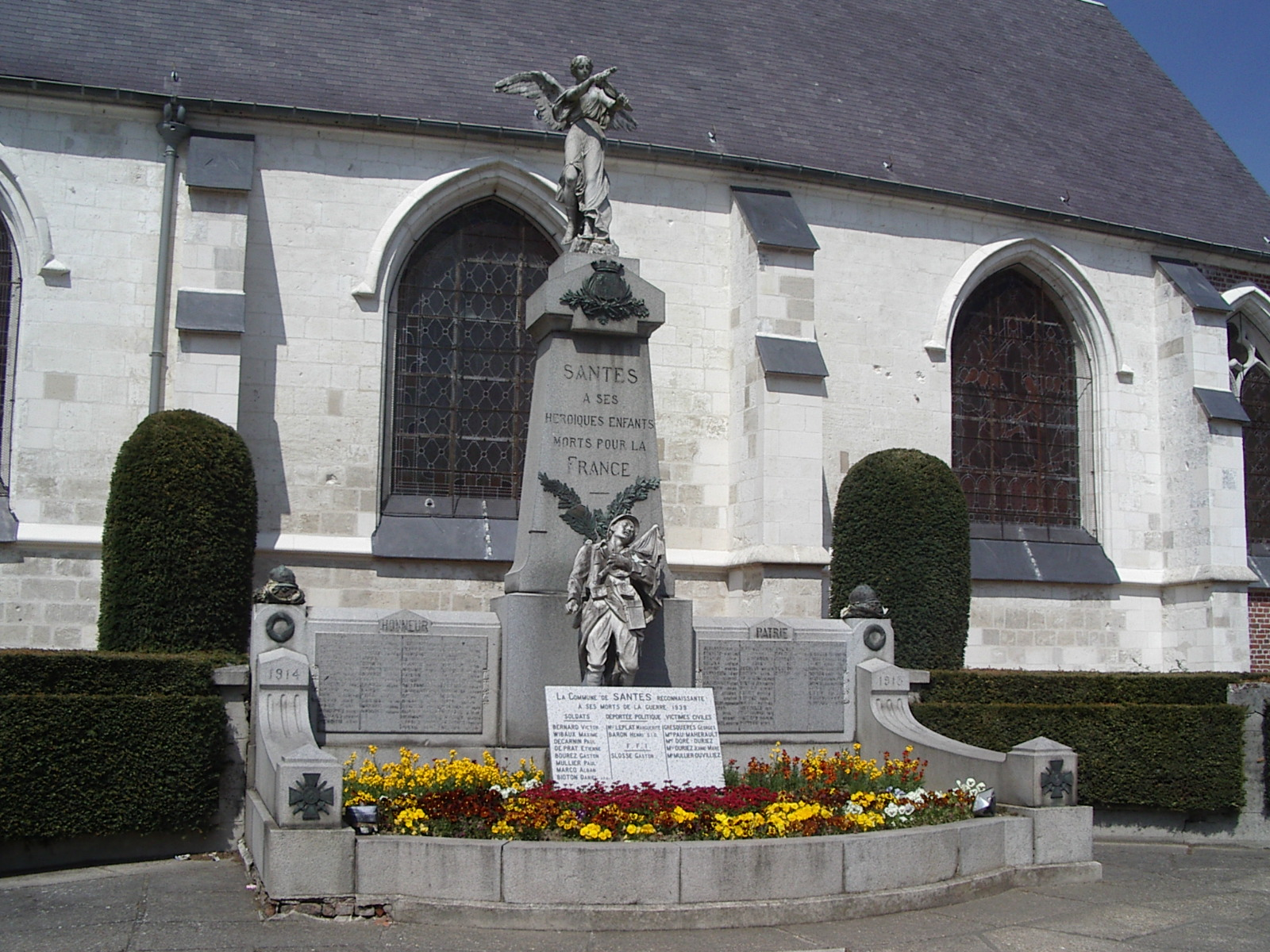
Le monument aux morts.
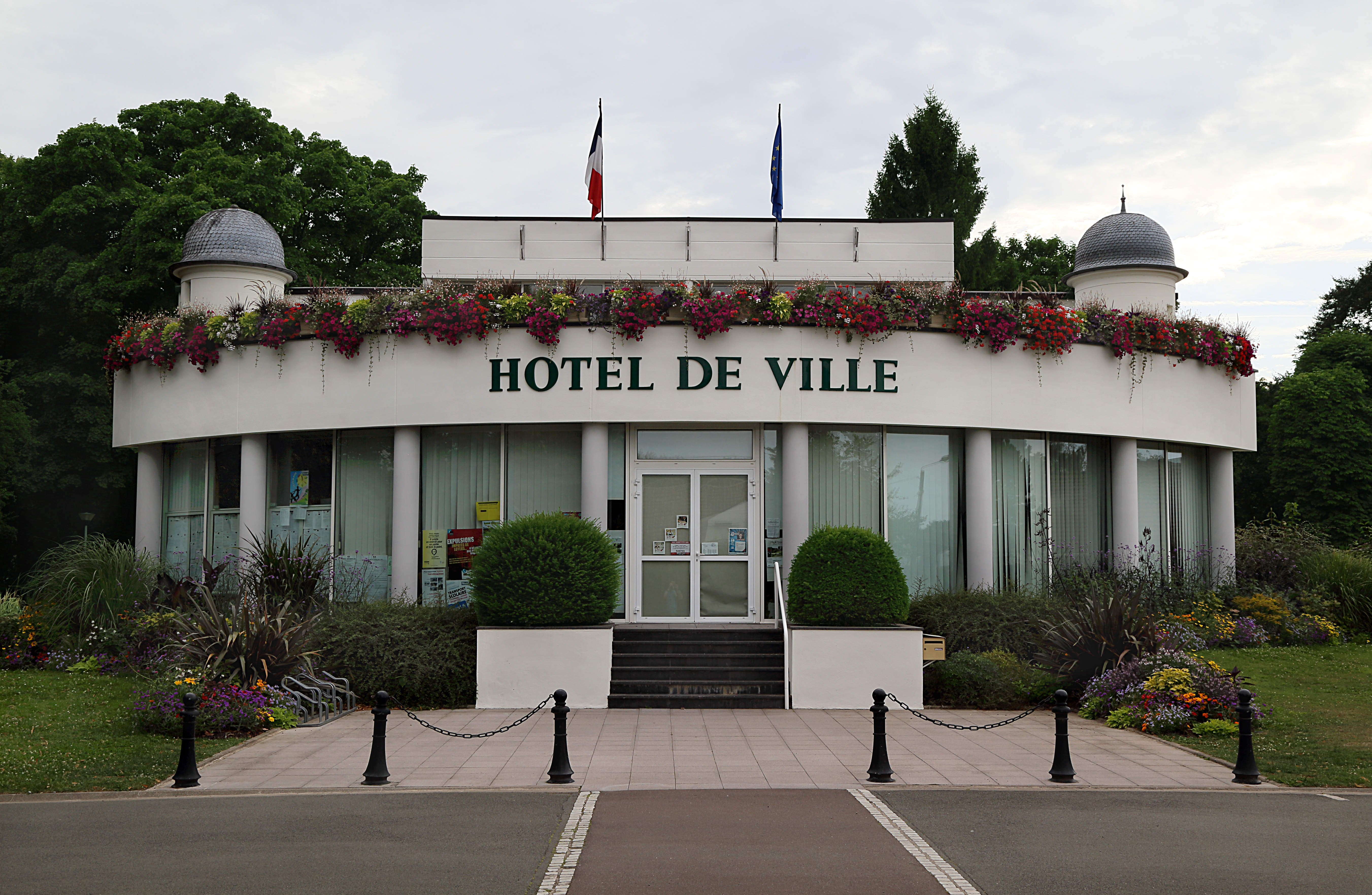
L'hôtel de ville.
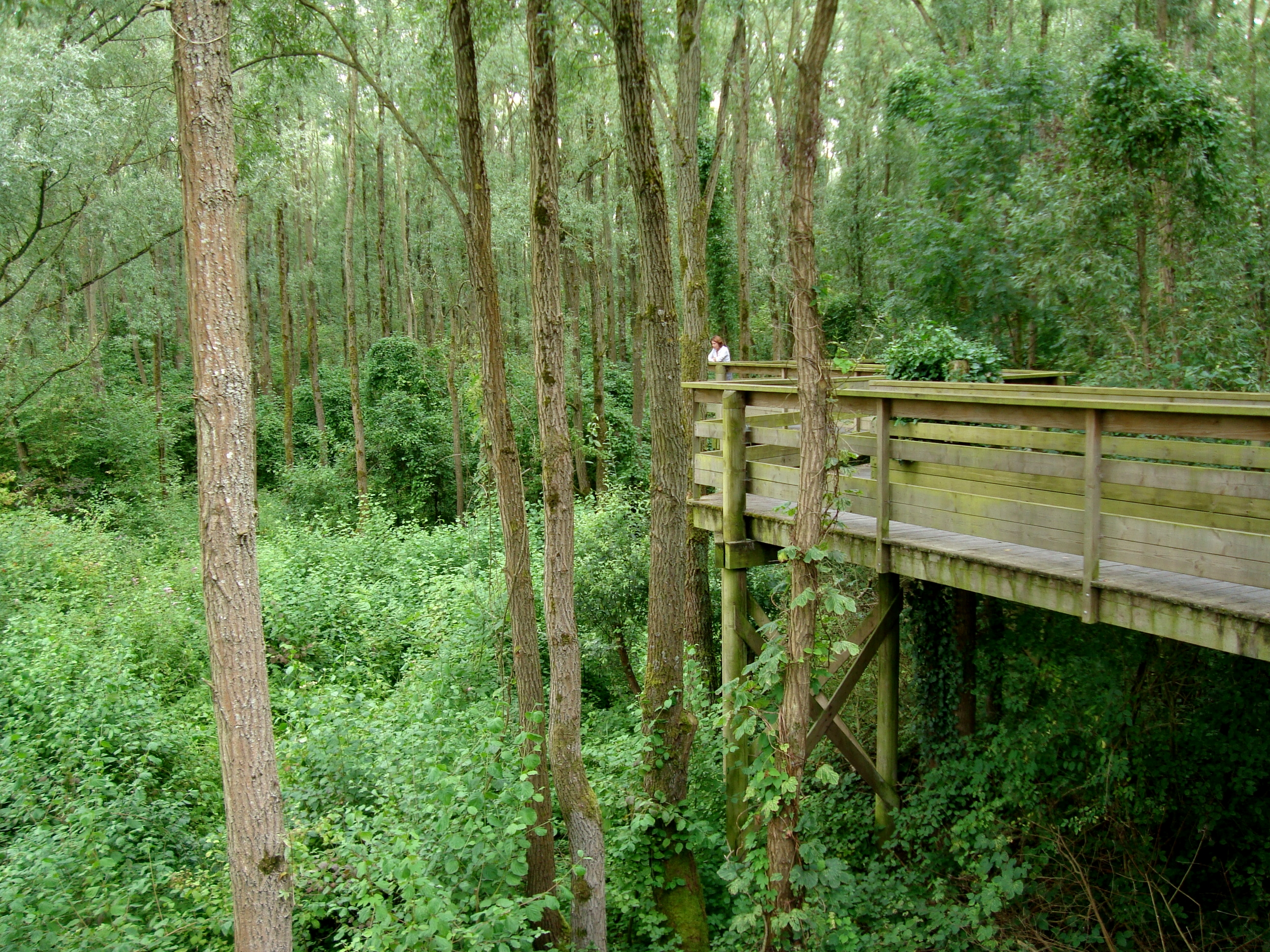
«Le perchoir» du site de la Gite dans le Parc de la Deûle.

## Activité économique
Le Port de Santes a été créé en 1972 le long de la Deûle. Il accueille diverses entreprises, et notamment de vastes surfaces d'entrepôts spécifiquement dévolus au stockage de produits agro-alimentaires, ainsi que 12 modules adaptés à de jeunes entreprises ou à des PME en phase de croissance. Il est géré par le Port de Lille (CCI Hauts de France).

## Enseignement
Santes compte trois écoles primaires : 
- le groupe scolaire public Henri-Matisse ;
- le groupe scolaire privé Notre-Dame - Sainte-Thérèse (école privée Notre-Dame du perpétuel secours et école privée Sainte-Thérèse).

## Sports et loisirs
Santes compte 76 associations de sports, d'arts et de loisirs culturels.
L'harmonie de Santes rassemble de nombreux membres et propose ses prestations lors des événements municipaux mais aussi à la Sainte-Cécile et parfois lors de célébrations dominicales exceptionnelles.
Le club de football de Santes est appelé le Football-Club de Santes (FCS).
La ville dispose de nombreux équipements culturels et sportifs dont une salle de spectacle AGORA qui accueille les séances de cinéma.

## Folklore et traditions
Deux grandes braderies-brocantes ont lieu chaque année :
- en juillet pour la partie Hôtel de Ville - Eglise Saint Pierre
- en octobre pour la partie Hôtel de Ville - Eglise du Sacré Coeur (Marais)
Toutes deux sont accompagnées d'une ducasse.
Un pique-nique géant est organisé chaque année durant le mois de septembre.

## Jumelages
Santes est jumelée depuis 1976 avec la ville allemande de Niedernberg en Bavière, près de Francfort. De 1986 à 1990 des séjours d'adolescents en Allemagne et en France (une semaine en famille alternativement à Pâques et fin août) ont considérablement renforcé les liens entre les deux communes.

## Personnalités liées à la commune
- Étienne-Philippe-Marie Lejosne né à Douai le 5 août 1755 député à l'Assemblée nationale mort en octobre 1841 à Santes dont il fut maire durant 10 ans.
- Émile Ancelet, peintre, y est mort. La commune est dépositaire de plusieurs de ses toiles.
- Marguerite Leplat, (1920-1944), native d'Haubourdin, grandit à Santes, résistante, morte en déportation, chevalier de la Légion d'honneur, médaillée de la Résistance, Croix de guerre[49].

## Héraldique
|  | Les armes de Santes se blasonnent ainsi : « D'argent à trois lions de sinople, lampassés de gueules ». |

Ce blason est l'écu de son seigneur, qui était alors de la famille de Lannoy

## Pour approfondir